# Elecciones del Consejo Nacional de Administración de 1932
El 27 de noviembre de 1932 se realizaron elecciones en Uruguay para elegir a una parte de los miembros del Consejo Nacional de Administración y a un tercio de los Senadores. Las diversas facciones del Partido Colorado recibieron casi dos tercios del total de votos.

## Resultados

### Consejo Nacional de Administración
| Partido o alianza    | Partido o alianza                 | Votos   | %      | Miembros obtenidos | Miembros totales |
| -------------------- | --------------------------------- | ------- | ------ | ------------------ | ---------------- |
| Partido Colorado     | Por la Victoria del Batllismo     | 85,106  | 52.98  | 2                  | 6                |
| Partido Colorado     | Partido Colorado por la Tradición | 11,388  | 7.09   | 0                  | 0                |
| Partido Colorado     | Partido Colorado Radical          | 11,073  | 6.89   | 0                  | 0                |
| Partido Colorado     | al lema                           | 97      | 0.06   | 0                  | 0                |
| Partido Colorado     | Total                             | 107,664 | 67.03  | 2                  | 6                |
| Partido Nacional     | Por el sufragio democrático       | 37,872  | 23.58  | 1                  | 3                |
| Partido Nacional     | Agrupación popular Nacionalista   | 3,828   | 2.38   | 0                  | 3                |
| Partido Nacional     | al lema                           | 208     | 0.13   | 0                  | 3                |
| Partido Nacional     | Total                             | 41,908  | 26.09  | 1                  | 3                |
| Partido Socialista   | Partido Socialista                | 5,826   | 3.63   | 0                  | 0                |
| Partido Comunista    | Partido Comunista                 | 5,227   | 3.25   | 0                  | 0                |
| Total                | Total                             | 160,625 | 100.00 | 3                  | 9                |
| Votantes Registrados | Votantes Registrados              | 431,192 | -      | -                  | -                |
| Fuentes: Nohlen,     |                                   |         |        |                    |                  |

### Senado
Se eligieron a los senadores para los departamentos de Canelones, Artigas, Soriano, Florida, Durazno y Salto. Para estas elecciones se eliminaron los colegios electorales de senadores y la votación pasó a ser directa, de esta manera Salto recuperó su representación en la cámara alta.
Esta fue la primera vez que el electorado elegía directamente a los senadores.
| Partido o lema        | Votos               | %                   | Senadores obtenidos | Senadores totales   | +/-                 |
| --------------------- | ------------------- | ------------------- | ------------------- | ------------------- | ------------------- |
| Partido Colorado      | 28,977              | 52.31               | 4                   | 8                   | +1                  |
| Partido Nacional      | 25,656              | 46.32               | 2                   | 11                  | 0                   |
| Partido Comunista     | 462                 | 0.83                | 0                   | 0                   | 0                   |
| Partido Socialista    | 298                 | 0.54                | 0                   | 0                   | 0                   |
| Total                 | 55,393              | 100.00              | 6                   | 19                  | +1                  |
| Fuente:               |                     |                     |                     |                     |                     |
| Presidente del Senado |                     |                     |                     |                     |                     |
| Titular               | Titular             | Titular             | Electo              | Electo              | Electo              |
| Juan Andrés Ramírez   | Juan Andrés Ramírez | Juan Andrés Ramírez | Juan Andrés Ramírez | Juan Andrés Ramírez | Juan Andrés Ramírez |
| Partido Nacional      | Partido Nacional    | Partido Nacional    | Partido Nacional    | Partido Nacional    | Partido Nacional    |